# Dorfkirche Parchau

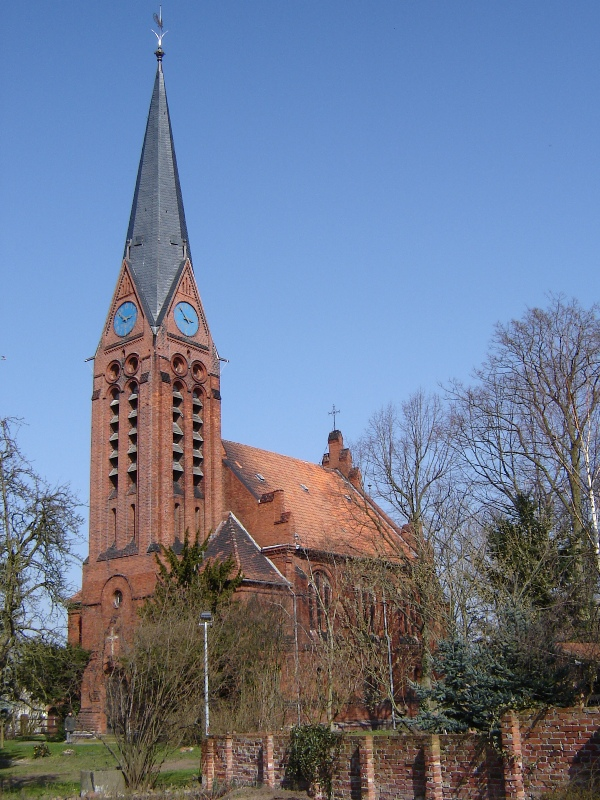
Kirche Parchau

Die Dorfkirche Parchau ist das evangelische Gotteshaus von Parchau (Sachsen-Anhalt).

## Geschichte
Die Kirche wurde in den Jahren 1896 bis 1897 nach Plänen des Magdeburger Stadtbauinspektors Emil Jaehn erbaut und wurde von dem Gutsherren D. von Wulffen gestiftet. Sie ersetzte die alte aus dem Mittelalter stammende Dorfkirche. Es entstand ein größerer Backsteinbau, bei dessen Gestaltung sowohl Formen der Romanik als auch der Gotik verwandt wurden. Dem Kirchenschiff ist im Osten ein etwas schmalerer dreiseitiger Altarraum angefügt, verziert mit mehrseitigen spithelmigen Seitentürmen. Der quadratische Turm an der Westseite trägt eine hohe achteckige Spitze. Das Kirchenschiff ist im Innern mit einem offen verbretterten Zierdachstuhl geschlossen, während der Altarraum ein Rippengewölbe trägt. Eine Hufeisenempore wird von reich geschnitzten Pfeilern getragen. Die neugotische Altarwand wurde in Anlehnung an das Gemälde „Christus“ von Bertel Thorwaldsen gestaltet. Im Altarraum sind drei mit biblischen Motiven versehene Glasfenster eingelassen, die aus der Zeit der Entstehung der Kirche stammen. Die Kirche besitzt zwei Bronzeglocken, die um 1300 und 1450 gegossen wurden. Die ältere Glocke ist im Kirchenschiff ausgestellt.

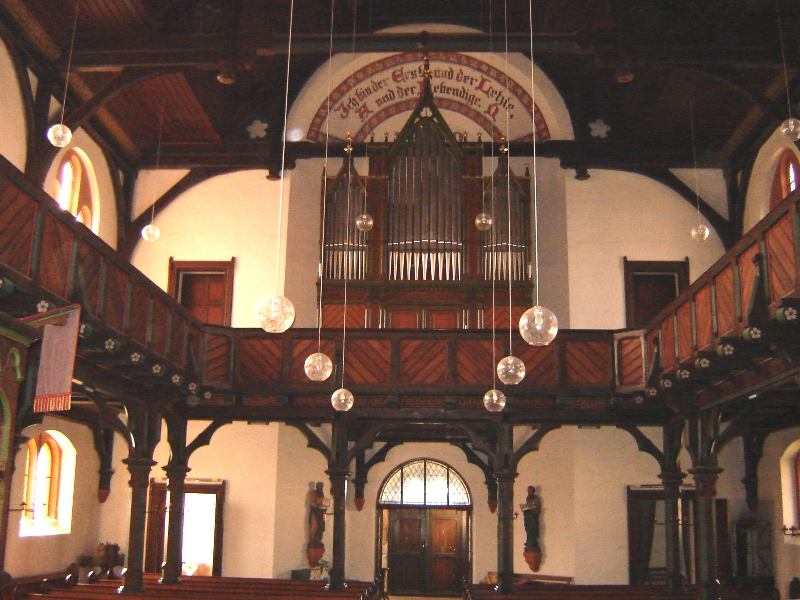
Innenraum mit Hauptportal und Orgel
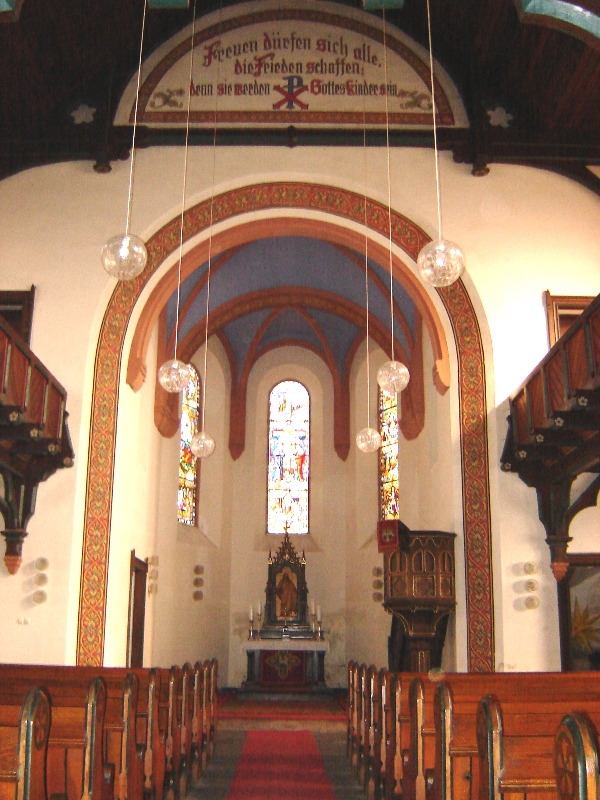
Innenraum mit Altar

## Weblink
Koordinaten: 52° 19′ 23,3″ N, 11° 52′ 44,6″ O